# Mellansluten främre rundad vokal
Mellansluten främre rundad vokal [ø] (fil) är ett språkljud. Det skrivs i internationella fonetiska alfabetet med tecknet [ø]. 
På standardsvenska finns två ö-ljud, [ø] i ord som föl och [œ] i ord som förr. Alla svenska dialekter skiljer inte på dessa och med hjälp av jämförelser mellan äldre och yngre personers uttal kan man se en trend mot öppnare ö-ljud, det vill säga [œ]. I Värmland och Västergötland används [ø] även före r-ljud. I Östergötland sammanfaller ljuden också, men till det öppnare [œ] istället, som alltså även verkar sprida sig till unga personer utanför Östergötland, bland annat i Stockholm.
Långt ö uttalas med en mellansluten främre rundad vokal även i danska, finska, estniska, standardtyska och ungerska.